# Claude le Blanc
Claude Le Blanc (ur. 1669 w Normandii, zm. 19 maja 1728 w Wersalu) – francuski urzędnik i oficer, dwukrotny sekretarz wojny (secrétaire d'état à la guerre) – od 24 września 1718 do 1 lipca 1723 i od 19 czerwca 1726 do połowy 1728 r. Był intendentem kilku prowincji. Doceniał go kardynał André Hercule de Fleury. Le Blanc zreformował (1720) ówczesną żandarmerię (gendarmerie), zwaną wówczas maréchaussée, zostając naczelnym szefem policji na całym terytorium Królestwa.
W 1723 Ludwik IV Henryk Burbon-Condé oskarżył go (najprawdopodobniej niesprawiedliwie) o defraudację i odwołał ze stanowiska. 